# بلاك بلاد براذرز
بلاك بلاد براذرز (بالإنجليزية: Black Blood Brothers)‏ هي سلسلة رواية خفيفة من تأليف كوهي أزانو ورسم يويا كوساكا. نشرت من قبل فوجيمي شوبو منذ 16 يوليو عام 2004 حتى 20 مايو عام 2006، وتكونت من 11 مجلد. أنتجت إلى مسلسل أنمي تلفزيوني من قبل مجموعة تي.إي.سي، عرض الأنمي في 8 سبتمبر عام 2006 واستمر عرضه حتى 24نوفمبر عام 2006، وتكون من 12 حلقة.

## القصة
تدور أحداث القصة عن موتشيزوكي جيرو هو قاتل مصاص دماء المعروف باسم النصل الفضي الذي يتوجه إلى هونج كونج مع شقيقه الأصغر موتشيزوكي كوتارو، بعد مرور عشر سنوات على حرب هونغ كونغ، الذي قاتل فيها ملك كولون وهزمه وأطفال كولون أيضا. ويكتشف جيرو أن أطفال كولون الذين نجوا من الحرب يسعون إلى التسلل إلى "المنطقة الخاصة" وهي مدينة سرية مزدهرة يعيش فيها مصاصو الدماء محمية بحاجز غير مرئي. وفي أثناء سفرهم إلى المنطقة الخاصة، يواجه جيرو أعداء من الماضي وتهديدات جديدة.

## الشخصيات

### الشخصيات الرئيسية
جيرو موتشيزوكي (باليابانية: 望月 ジロー، بالروماجي: Mochizuki Jirō)
أداء صوتي: تاكاهيرو ساكوراي
كوتارو موتشيزوكي (باليابانية: 望月 コタロウ، بالروماجي: Mochizuki Kotarō)
أداء صوتي: أومي مينامي
ميميكو كاتسوراغي (باليابانية: 葛城 ミミコ، بالروماجي: Katsuragi Mimiko)
أداء صوتي: ريوكو ناغاتا
كاساندرا جيل وارلوك (باليابانية: カサンドラ·ジル·ウォーロック، بالروماجي: Kasandora Jiru Vōrokku)
أداء صوتي: ميوكي ساواشيرو

### شخصيات أخرى
سي
أداء صوتي: ريكو تاكاغي
زلمان كلوك (باليابانية: ゼルマン·クロック، بالروماجي: Zeruman Kurokku)
أداء صوتي: جون فوكوياما
كرو
أداء صوتي: أكيميتسو تاكاسي
تشانغ لي كاو
أداء صوتي: موغيهيتو
كيلي وونغ
أداء صوتي: مامي كوسوغي
تشان
أداء صوتي: أيومي تسوجي
يوهان تسانغ
أداء صوتي: كيوسي تسوكوي
شوغو جيناي
أداء صوتي: كين ناريتا
هيباري كوسونوغي
أداء صوتي: ميكاكو تاكاهاشي
بادريك سيريهان
أداء صوتي: هيساو إغاوا
رينسوكي أكاي
أداء صوتي: ياسوهيرو تاكاتو
يوفوري تشاو
أداء صوتي: موتوكو كوماي
ساياكا شيراميني
أداء صوتي: كومي سكوما
زازا
أداء صوتي: كوسكي توريومي
ميتاكي أونيزاكي
أداء صوتي: تاكاشي ماتسوياما
أليس إيف (باليابانية: アリス·イヴ، بالروماجي: Arisu Ivu)
أداء صوتي: أومي مينامي

## وصلات خارجية
- بلاك بلاد براذرز  على موقع فوجيمي شوبو باللغة اليابانية
- Ehrgeiz site باللغة اليابانية
- Funimation site
- Madman Entertainment site
- Manga Entertainment site